# 同じ空の下で (キンモクセイの曲)
「同じ空の下で」（おなじそらのしたで）は、キンモクセイの6作目のシングル。2003年4月9日発売。発売元はBMGファンハウス。

## 解説
TBS系『世界ふしぎ発見!』エンディングテーマ。

## トラック
1. 同じ空の下で [5:15]
（作詞・作曲:伊藤俊吾、編曲:佐橋佳幸）
2. Pocket Song [4:31]
（作詞・作曲:張替智広 、編曲:キンモクセイ）
3. ふれあいUSA [4:07]
（作詞・作曲:白井雄介 、編曲:キンモクセイ）
4. 同じ空の下で（ORIGINAL KARAOKE）

## 収録アルバム
- 風の子でいたいね (#1,2)
- ベスト・コンディション 〜kinmokusei single collection〜 (#1,3)